# Tupelo (singel Nick Cave and the Bad Seeds)
Tupelo – drugi w historii singel wydany przez Nick Cave and the Bad Seeds w 1985 roku. Piosenka ta  pochodzi z albumu The Firstborn Is Dead. 
Na tej samej płycie zawarto obydwa utwory z poprzedniego singla In the Ghetto z rok wcześniej wydanego albumu From Her to Eternity. Drugą piosenka (na pozycji 4) z aktualnej płyty był utwór „The Six Strings That Drew Blood”.
1. Tupelo
2. In the Ghetto
3. The Moon Is in the Gutter
4. The Six Strings That Drew Blood